# Wojsko Czechosłowacji (1918–1938)

Emblemat Armii Czechosłowackiej

Wojsko Czechosłowacji (cz. Československá armáda) – siły zbrojne Czechosłowacji i Czecho-Słowacji, istniejące w latach 1918–1939.

## Powstanie wojska i jego działalność
Czechosłowacka armia zaczęła się tworzyć po powstaniu tego państwa w 1918. Wcześniej Czesi i Słowacy służyli w armii austro-węgierskiej w rozproszeniu, wobec tego nie istniały oddziały, które mogłyby stać się podstawą tworzenia narodowej armii. Pomocy w organizacji sił zbrojnych udzielili Czechosłowacji Francuzi, którzy poszukiwali na wschodzie Europy sojuszników przeciwko Niemcom. 26 stycznia 1919 przybył do Pragi szef francuskiej misji wojskowej, Maurice Pellé.
Od stycznia do lutego 1919 wojska czechosłowackie uczestniczyły w starciach z siłami polskimi o Śląsk Cieszyński. Od 1918 do 1919 trwał też konflikt graniczny z Węgrami, dotyczący spornych terenów słowackich.
W maju 1938 ogłoszono częściową mobilizację armii. W związku z pogarszającą się sytuacją międzynarodową i układem monachijskim, 23 września tego samego roku władze czechosłowackie ogłosiły powszechną mobilizację. Ludwig Beck, ówczesny szef Sztabu Naczelnego Dowództwa Wojsk Lądowych, uważał wówczas, że Wehrmacht nie jest jeszcze gotowy do wojny z Czechosłowacją.
Wiosną 1939, w związku z rozpadem Czecho-Słowacji, okupacją Czech przez Wehrmacht  i utworzeniem Protektoratu Czech i Moraw pod zwierzchnictwem III Rzeszy, rozwiązano armię. Jej uzbrojenie przejęła armia niemiecka.

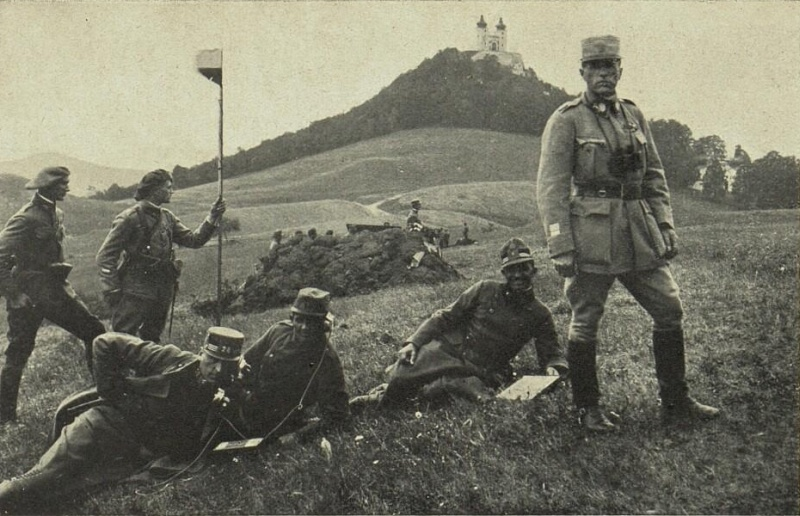
Generał Josef Šnejdárek wraz z żołnierzami w czerwcu 1919

## Służba wojskowa

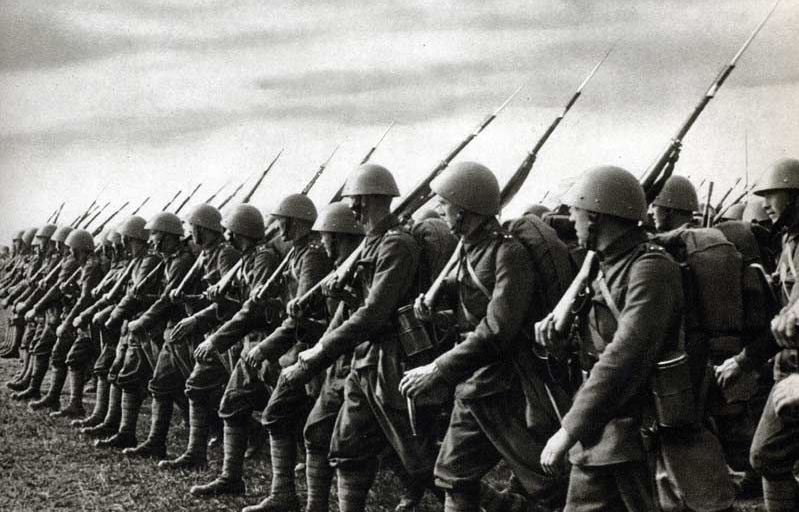
Piechota czechosłowacka maszerująca z karabinkami vz. 24

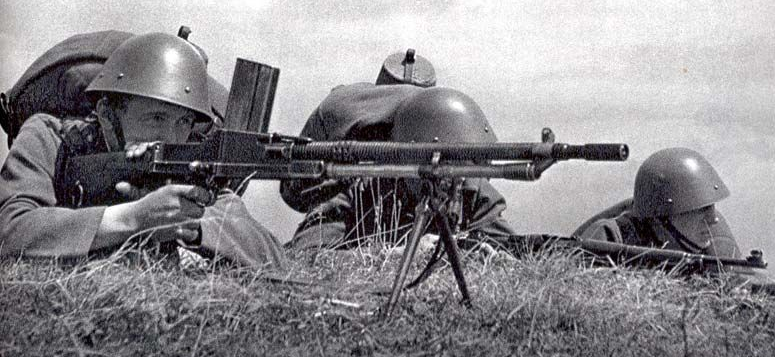
Żołnierze czechosłowaccy z karabinem maszynowym ZB vz. 26

- regularne stałe wojsko, którego skład uzupełniano przez powszechny obowiązek służby wojskowej;
- służba wojskowa zaczynała się dla poborowego z początkiem roku, w którym kończył 20 lat;
- okres służby wojskowej wynosił 14 miesięcy, zaś 19 grudnia 1934 został wydłużony do 24 miesięcy (2 lat);
- w wypadku mobilizacji:
  - przydział rezerwistów do 40. roku życia do jednostek liniowych;
  - przydział rezerwistów do 60. roku życia do formacji tyłowych (w czasie wojny możliwość przydziału do jednostek liniowych);
  - obowiązek pomocniczej służby wojskowej dla mężczyzn między 17. a 60. rokiem życia, którzy z różnych powodów nie odbyli zasadniczej służby wojskowej.

## Ministerstwo Obrony Narodowej
Władzę nad całą armią w okresie pokoju sprawował minister Obrony Narodowej. Ministerstwo Obrony Narodowej (Ministerstwo Národni Obrany, MNO) dzieliło się na następujące departamenty:
- I Departament (piechota, kawaleria, broń pancerna, weterynaria, sądownictwo, służba zdrowia i duszpasterstwo);
- II Departament (artyleria i uzbrojenie);
- III Departament (lotnictwo i obrona przeciwlotnicza);
- IV Departament (wojska saperskie i łączności);
- V Departament (kwatermistrzostwo);
- VI Departament (polityczno-prawny).
- VII Departament (polityczno-prawny-ludzki).

## Sztab Generalny
Zadaniem Sztabu Generalnego było przygotowanie sił zbrojnych do ewentualnego konfliktu zbrojnego. W 1938 Sztab Generalny dzielił się na następujące oddziały:
- I Oddział Organizacyjny
- II Oddział Informacyjny
- III Oddział Operacyjny
- IV Oddział Materiałowy
- V Oddział WyszkoleniaCzechosłowacki samolot myśliwski Avia B-534

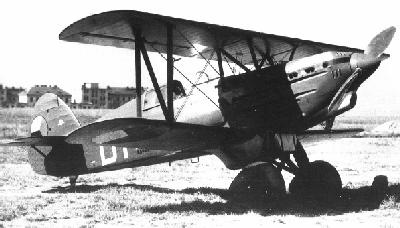
Czechosłowacki samolot myśliwski Avia B-534

Szef Sztabu Generalnego (od 31 grudnia 1933 gen. armii Ludvík Krejčí) był przewidziany na stanowisko Naczelnego Wodza w czasie wojny.

## Okręgi wojskowe i korpusy
Każdy z okręgów wojskowych obejmował swoim zasięgiem terytorialnym jedną z czterech prowincji Czechosłowacji:
- ZVV I Czechy – Praga
  - I Korpus Praga
  - II Korpus Hradec Králové
- ZVV II Morawy i Śląsk – Brno
  - III Korpus Brno
  - IV Korpus Ołomuniec
- ZVV III Zachodnia Słowacja – Bratysława
  - V Korpus Trenczyn
- ZVV IV Wschodnia Słowacja i Ruś Podkarpacka – Koszyce
  - VI Korpus Koszyce
  - VI Korpus Bańska Bystrzyca

Wspomniane korpusy zostały powołane dopiero 1 stycznia 1937. Wcześniej samodzielne związki taktyczne podlegały bezpośrednio dowódcom okręgów wojskowych.

## Dyrekcja Prac Fortyfikacyjnych
Dyrekcja Prac Fortyfikacyjnych (Ředitelství opevňovacích prací) została utworzona 20 marca 1935 a w jej skład wchodziły 3 oddziały:
- Oddział I Taktyczny
- Oddział IIa Stadiów Konstrukcyjnych
- Oddział IIb Sztabowo-Administracyjny

## Uzbrojenie

### Broń Strzelecka
1. Pistolety
- vz.22 – pistolet kalibru 9mm
- vz.24 – pistolet kalibru 7.65mm
- vz.27 – pistolet kalibru 7.65mm
- vz.38 – pistolet kalibru 9mm

2. Pistolety maszynowe
- ZK-383

3. Karabiny i karabinki
- vz. 24 – karabinek powtarzalny kalibru 7.92mm
- vz. 33 – karabinek powtarzalny kalibru 7.92mm
- ZH-29 – karabin samopowtarzalny kalibru 7.92mm

4. Karabiny maszynowe
- ZB vz. 26 – ręczny karabin maszynowy kalibru 7.92mm
- ZB vz. 30 – ręczny karabin maszynowy kalibru 7.92mm
- ZB vz. 37 – ciężki karabin maszynowy kalibru 7.92mm

### Artyleria
- Moździerz 8 cm minomet vz. 36

### Samochody pancerne i czołgi
- OA vz.27
- OA vz.30
- Tančik vz.33
- LT vz. 35
- LT vz. 38

## Przygotowania do przyszłego konfliktu
W lipcu 1932 na Genewskiej Konferencji Rozbrojeniowej władze czechosłowackie nabrały pewności co do nieuchronności konfliktu zbrojnego, którego wybuch prognozowały na rok 1936. Zdecydowano wówczas o intensywnych przygotowaniach do przyszłej wojny. Podjęto decyzję o rozwoju silnego czechosłowackiego przemysłu zbrojeniowego, we wrześniu 1933 utworzono Najwyższą Radę Obrony Narodowej, która kierowała przygotowaniami do wojny. W 1934 przedłużono do dwóch lat obowiązkową służbę wojskową, a dwa lata później rozpisano pożyczkę obrony narodowej, zaś w 1937 uchwalono prawo o obowiązkowych świadczeniach narodu w czasie wojny.
W związku z organizacją armii na wzór francuski, zakładający wojnę pozycyjną, konieczna stała się zmiana struktury armii, rząd czechosłowacki bowiem spodziewał się nie wojny pozycyjnej, a wojny manewrowej. Zmieniona została struktura dywizji piechoty z czterech pułków piechoty na trzy pułki piechoty, dwa pułki artylerii, jednostki rozpoznania i kompanię samochodową. W czasach pokoju armię tworzyło 17 dywizji po ok. 14.000 żołnierzy. Uzbrojenie ręczne stanowiły karabinki vz. 24 i stopniowo wycofywany Mannlicher 1885, bronią maszynową był karabin LK wz. 26, a także 3.000 dział (głównie haubica wz. 1914/19, armata wz. 17 i armata wz. 30), artyleria forteczna i działka przeciwpancerne wz 37. Broń przeciwpancerna i artyleryjska była jednak nieliczna i rozproszona po jednostkach, jednakże 2/3 dział było transportowanych za pomocą ciężarówek i ciągników, a ilość amunicji pięciokrotnie przewyższała polskie zapasy przy podobnej liczebności dział. Kawaleria była zorganizowana w 4 brygady dragonów po 2–3 pułki oraz jednostki pomocnicze cyklistów, rozpoznania, artylerii oraz czołgów i wozów pancernych. Wraz z rozwojem broni pancernej zdecydowano się jednak na tworzenie opartych na kawalerii i czołgach 4 dywizji szybkich, z których pełne stany osobowe osiągnęły jedynie dwie. Rozpoczęto także wymianę przestarzałych czołgów Renault FT-17, początkowo na produkowane na licencji brytyjskiej tankietki Carden-Lloyd Mk VI, tankietki Tančik vz.33, a wkrótce potem na nowoczesny czołg lekki LT vz. 35, a następnie LT vz. 38. Lotnictwo bombowe opierało się na przestarzałych Aero-Bloch MB 200, A-101, SB-2 i B-71, a lotnictwo myśliwskie na dwupłatowych Avia B-534. Samoloty rozdzielono pomiędzy poszczególne jednostki, w związku z czym skuteczność lotnictwa była niewielka
W 1920 stan liczebny armii wynosił około 150 tysięcy żołnierzy. We wrześniu 1938 ogłoszono powszechną mobilizację, w wyniku której pod broń powołano ok. 1100 tys. żołnierzy.